# Fußball-Club St. Pauli von 1910 1963-1964
Questa voce raccoglie le informazioni riguardanti il Fußball-Club St. Pauli von 1910 nelle competizioni ufficiali della stagione 1963-1964.

## Stagione
Nella stagione 1963-1964 il St. Pauli, allenato da Otto Westphal, concluse il campionato di Regionalliga nord al 1º posto. Agli spareggi promozione il St. Pauli fu eliminato nella fase a gironi.

## Rosa
| N. |                     | Ruolo | Calciatore         |
| -- | ------------------- | ----- | ------------------ |
|    | Germania (bandiera) | P     | Michael Lombard    |
|    | Germania (bandiera) | P     | Hans-Joachim Thoms |
|    | Germania (bandiera) | P     | Harry Wunstorf     |
|    | Germania (bandiera) | D     | Heinz Deininger    |
|    | Germania (bandiera) | D     | Claus Eppel        |
|    | Germania (bandiera) | D     | Peter Gehrke       |
|    | Germania (bandiera) | D     | Rolf Gieseler      |
|    | Germania (bandiera) | D     | Werner Pokropp     |
|    | Germania (bandiera) | C     | Rolf Bergeest      |
|    | Germania (bandiera) | C     | Kurt Hehl          |

| N. |                     | Ruolo | Calciatore          |
| -- | ------------------- | ----- | ------------------- |
|    | Germania (bandiera) | C     | Ingo Porges         |
|    | Germania (bandiera) | C     | Dirk Stülcken       |
|    | Togo (bandiera)     | A     | Guy Acolatse        |
|    | Germania (bandiera) | A     | Karl-Heinz Bergmann |
|    | Germania (bandiera) | A     | Peter Danjus        |
|    | Germania (bandiera) | A     | Horst Haecks        |
|    | Germania (bandiera) | A     | Klaus Kokoska       |
|    | Germania (bandiera) | A     | Jörg Loß            |
|    | Germania (bandiera) | A     | Peter Osterhoff     |
|    | Germania (bandiera) | A     | Uwe Stothfang       |

## Organigramma societario
Area tecnica
- Allenatore: Otto Westphal
- Allenatore in seconda:
- Preparatore dei portieri:
- Preparatori atletici:
- Analisi video:

## Calciomercato

### Sessione estiva
| Acquisti | Acquisti | Acquisti | Acquisti |
| R.       | Nome     | da       | Modalità |
| -------- | -------- | -------- | -------- |

| Cessioni | Cessioni          | Cessioni         | Cessioni |
| R.       | Nome              | a                | Modalità |
| -------- | ----------------- | ---------------- | -------- |
| C        | Horst Schlagowski | Wormatia Worms   |          |
| D        | Uwe Witt          | Arminia Hannover |          |

## Risultati

### Regionalliga

#### Girone di andata
| 11 agosto 1963 1ª giornata | St. Pauli | 4 – 1 | Altona 93 |  |

| 18 agosto 1963 2ª giornata | Osnabrück | 1 – 2 | St. Pauli |  |

| 25 agosto 1963 3ª giornata | St. Pauli | 3 – 1 | Bremerhaven |  |

| 1º settembre 1963 4ª giornata | VfL Oldenburg | 3 – 2 | St. Pauli |  |

| 7 settembre 1963 5ª giornata | St. Pauli | 1 – 1 | Barmbek-Uhlenhorst |  |

| 15 settembre 1963 6ª giornata | Arminia Hannover | 0 – 1 | St. Pauli |  |

| 21 settembre 1963 7ª giornata | St. Pauli | 2 – 2 | Hildesheim |  |

| 6 ottobre 1963 8ª giornata | Friedrichsort | 2 – 7 | St. Pauli |  |

| 13 ottobre 1963 9ª giornata | St. Pauli | 1 – 2 | Concordia Amburgo |  |

| 20 ottobre 1963 10ª giornata | St. Pauli | 4 – 0 | Neumünster |  |

| 27 ottobre 1963 11ª giornata | Oldenburg | 0 – 2 | St. Pauli |  |

| 10 novembre 1963 12ª giornata | St. Pauli | 6 – 0 | Wolfsburg |  |

| 17 novembre 1963 13ª giornata | Victoria Amburgo | 1 – 7 | St. Pauli |  |

| 24 novembre 1963 14ª giornata | St. Pauli | 4 – 3 | Hannover 96 |  |

| 1º dicembre 1963 15ª giornata | Bergedorf | 2 – 1 | St. Pauli |  |

| 29 dicembre 1963 16ª giornata | St. Pauli | 4 – 0 | Lubecca |  |

| 15 dicembre 1963 17ª giornata | Holstein Kiel | 2 – 3 | St. Pauli |  |

#### Girone di ritorno
| 5 gennaio 1964 18ª giornata | St. Pauli | 5 – 0 | Bergedorf |  |

| 12 gennaio 1964 19ª giornata | Hannover 96 | 0 – 0 | St. Pauli |  |

| 19 gennaio 1964 20ª giornata | Lubecca | 2 – 2 | St. Pauli |  |

| 26 gennaio 1964 21ª giornata | St. Pauli | 2 – 0 | Holstein Kiel |  |

| 2 febbraio 1964 22ª giornata | Bremerhaven | 2 – 2 | St. Pauli |  |

| 9 febbraio 1964 23ª giornata | St. Pauli | 1 – 0 | VfL Oldenburg |  |

| 16 febbraio 1964 24ª giornata | Barmbek-Uhlenhorst | 0 – 0 | St. Pauli |  |

| 23 febbraio 1964 25ª giornata | St. Pauli | 2 – 1 | Arminia Hannover |  |

| 2 marzo 1964 26ª giornata | Hildesheim | 1 – 4 | St. Pauli |  |

| 8 marzo 1964 27ª giornata | St. Pauli | 1 – 1 | Friedrichsort |  |

| 15 marzo 1964 28ª giornata | Concordia Amburgo | 0 – 2 | St. Pauli |  |

| 22 marzo 1964 29ª giornata | Neumünster | 1 – 1 | St. Pauli |  |

| 5 aprile 1964 30ª giornata | St. Pauli | 4 – 2 | Oldenburg |  |

| 12 aprile 1964 31ª giornata | Wolfsburg | 4 – 3 | St. Pauli |  |

| 19 aprile 1964 32ª giornata | St. Pauli | 2 – 0 | Victoria Amburgo |  |

| 3 maggio 1964 33ª giornata | Altona 93 | 0 – 2 | St. Pauli |  |

| 10 maggio 1964 34ª giornata | St. Pauli | 0 – 0 | Osnabrück |  |

### Spareggi promozione
| Arbitro: | Malka |

|  |           |                                          |
|  | Marcatori | 24’, 51’, 89’ Brenninger 84’ Beckenbauer |

| Arbitro: | Weyland |

|                                      |           |               |
| Kuntz 28’ Berg 61’, 73’ Pidancet 63’ | Marcatori | 51’ Osterhoff |

| Arbitro: | Tschenscher |

|                                |           |  |
| Osterhoff 5’, 26’ Bergeest 75’ | Marcatori |  |

| Arbitro: | Handwerker |

|                              |           |                                       |
| Fischer 6’, 60’ Brückner 84’ | Marcatori | 28’ Bergeest 47’ Haecks 59’ Osterhoff |

| Arbitro: | Epping |

|  |           |            |
|  | Marcatori | 85’ Ringel |

| Arbitro: | Ott |

|                                                                 |           |              |
| Schneider 18’, 68’ Brenninger 23’, 30’ Beckenbauer 61’ Ipta 81’ | Marcatori | 64’ Acolatse |

## Statistiche

### Statistiche di squadra
| Competizione        | Punti | In casa | In casa | In casa | In casa | In casa | In casa | In trasferta | In trasferta | In trasferta | In trasferta | In trasferta | In trasferta | Totale | Totale | Totale | Totale | Totale | Totale | DR  |
| Competizione        | Punti | G       | V       | N       | P       | Gf      | Gs      | G            | V            | N            | P            | Gf           | Gs           | G      | V      | N      | P      | Gf     | Gs     | DR  |
| ------------------- | ----- | ------- | ------- | ------- | ------- | ------- | ------- | ------------ | ------------ | ------------ | ------------ | ------------ | ------------ | ------ | ------ | ------ | ------ | ------ | ------ | --- |
| Regionalliga nord   | 51    | 17      | 12      | 4       | 1       | 46      | 14      | 17           | 9            | 5            | 3            | 41           | 21           | 34     | 21     | 9      | 4      | 87     | 35     | +52 |
| Spareggi promozione | -     | 3       | 1       | 0       | 2       | 3       | 5       | 3            | 0            | 1            | 2            | 5            | 13           | 6      | 1      | 1      | 4      | 8      | 18     | -10 |
| Totale              | 51    | 20      | 13      | 4       | 3       | 49      | 19      | 20           | 9            | 6            | 5            | 46           | 34           | 40     | 22     | 10     | 8      | 95     | 53     | +42 |

### Andamento in campionato
| Giornata  | 1 | 2 | 3 | 4 | 5 | 6 | 7 | 8 | 9 | 10 | 11 | 12 | 13 | 14 | 15 | 16 | 17 | 18 | 19 | 20 | 21 | 22 | 23 | 24 | 25 | 26 | 27 | 28 | 29 | 30 | 31 | 32 | 33 | 34 |
| --------- | - | - | - | - | - | - | - | - | - | -- | -- | -- | -- | -- | -- | -- | -- | -- | -- | -- | -- | -- | -- | -- | -- | -- | -- | -- | -- | -- | -- | -- | -- | -- |
| Luogo     | C | T | C | T | C | T | C | T | C | C  | T  | C  | T  | C  | T  | C  | T  | C  | T  | T  | C  | T  | C  | T  | C  | T  | C  | T  | T  | C  | T  | C  | T  | C  |
| Risultato | V | V | V | P | N | V | N | V | P | V  | V  | V  | V  | V  | P  | V  | V  | V  | N  | N  | V  | N  | V  | N  | V  | V  | N  | V  | N  | V  | P  | V  | V  | N  |
| Posizione | 2 | 1 | 1 | 4 | 4 | 2 | 4 | 3 | 4 | 3  | 3  | 3  | 2  | 2  | 2  | 2  | 2  | 2  | 2  | 2  | 2  | 2  | 2  | 2  | 1  | 1  | 1  | 1  | 1  | 1  | 1  | 1  | 1  | 1  |

Legenda:

Luogo: C = Casa; T = Trasferta. Risultato: V = Vittoria; N = Pareggio; P = Sconfitta.

### Statistiche dei giocatori
| G. Acolatse  | 3 | 1 | 0 | 0 |
| R. Bergeest  | 6 | 2 | 0 | 0 |
| K. Bergmann  | 0 | 0 | 0 | 0 |
| P. Danjus    | 6 | 0 | 0 | 0 |
| H. Deininger | 5 | 0 | 0 | 0 |
| C. Eppel     | 1 | 0 | 0 | 0 |
| P. Gehrke    | 5 | 0 | 0 | 0 |
| R. Gieseler  | 5 | 0 | 0 | 0 |
| H. Haecks    | 6 | 1 | 0 | 0 |
| K. Hehl      | 0 | 0 | 0 | 0 |
| K. Kokoska   | 4 | 0 | 0 | 0 |
| M. Lombard   | 0 | 0 | 0 | 0 |
| J. Loß       | 0 | 0 | 0 | 0 |
| P. Osterhoff | 6 | 4 | 0 | 0 |
| W. Pokropp   | 6 | 0 | 0 | 0 |
| I. Porges    | 6 | 0 | 0 | 0 |
| U. Stothfang | 0 | 0 | 0 | 0 |
| D. Stülcken  | 1 | 0 | 0 | 0 |
| H. Thoms     | 6 | 0 | 0 | 0 |
| H. Wunstorf  | 0 | 0 | 0 | 0 |